# グリンチ (2000年の映画)
『グリンチ』（原題: Dr. Seuss' How the Grinch Stole Christmas!）は、2000年の映画。クリスマスの物語である。
ドクター・スース（Dr. Seuss、本名セオドア・スース・ガイゼル）が1957年に刊行した児童向け絵本『いじわるグリンチのクリスマス』(How the Grinch Stole Christmas!) が原作。
特殊メイクはリック・ベイカーが担当。アカデミー賞ではメイクアップ賞を受賞した。

## ストーリー
人間もクリスマスも大嫌いなグリンチは、眼下のフーヴィルの町に住む人々がクリスマスの到来に浮かれているのが気に入らない。グリンチはフーヴィルから何とかしてクリスマスを盗んで人々を失意のどん底にたたき落としてやろうと計略を巡らせる。

## キャスト
| 役名                 | 俳優                           | 日本語吹き替え                  | 日本語吹き替え | 日本語吹き替え |
| 役名                 | 俳優                           | 劇場公開版                      | NHK版          |                |
| -------------------- | ------------------------------ | ------------------------------- | -------------- | -------------- |
| グリンチ             | ジム・キャリー                 | 山寺宏一                        | 山寺宏一       |                |
| シンディ・ルー・フー | テイラー・モンセン             | 大谷育江（台詞） 最上莉奈（歌） | 川田妙子       |                |
| ルー・ルー・フー     | ビル・アーウィン               | 江原正士                        | 石塚運昇       |                |
| ベティ・ルー・フー   | モリー・シャノン               | 小宮和枝                        | 雨蘭咲木子     |                |
| マーサ・メイ         | クリスティーン・バランスキー   | 駒塚由衣                        | 萩尾みどり     |                |
| 市長                 | ジェフリー・タンバー           | 佐々木勝彦                      | 石田太郎       |                |
| フーブリス           | クリント・ハワード             | 岩崎ひろし                      |                |                |
| ホリーハン巡査       | ジム・メスキメン               | 小形満                          |                |                |
| クレイジー・モス     | ジェームス・リッツ             | 梅津秀行                        |                |                |
| ドリュー・ルー・フー | ジェレミー・ハワード           | 阪口周平                        |                |                |
| スチュー・ルー・フー | T・J・サイン                   | 鈴村健一                        |                |                |
| 8歳のグリンチ        | ジョッシュ・ライアン・エバンス | 田中真弓                        | 津村まこと     |                |
| 8歳のマーサ・メイ    | ランドリー・オルブライト       | 日髙のり子                      |                |                |
| 8歳の市長            | ベン・ブックビンダー           | 北尾亘                          |                |                |
| 8歳のフーブリス      | リード・キルヒェンバウアー     | セリフなし                      | セリフなし     |                |
| ナレーション         | アンソニー・ホプキンス         | 髙嶋政伸                        | 森本レオ       |                |
| マックスの声         | フランク・ウェルカー           | セリフなし                      | セリフなし     |                |

- 劇場公開版:発売ソフトに収録。
- 劇場公開版その他声の出演：荘司美代子、山本与志恵、滝沢ロコ、桐本琢也、北村弘一、小暮英麻、小池亜希子、水島大宙、青木誠、くわはら利晃、重松朋、秋元羊介、亀井芳子、鈴木りさ
- NHK版：初回放送2003年12月23日「衛星映画劇場」
- NHK版その他声の出演：牛山茂、長島雄一、定岡小百合、亀井芳子、佐々木梅治、横島亘、鈴鹿景子、石塚理恵、増田ゆき、田原アルノ、円谷文彦、田野聖子、斉藤梨絵、武藤正史、横田大明、坂東尚樹、田中明生、斉藤次郎

## スタッフ
- 監督：ロン・ハワード
- 脚本：ジェフリー・プライス、ピーター・S・シーマン
- 音楽：ジェームズ・ホーナー
- 撮影：ドナルド・ピーターマン
- VFX：デジタル・ドメイン、CFX

## 評価
レビュー・アグリゲーターのRotten Tomatoesでは144件のレビューで支持率は49%、平均点は5.60/10となった。Metacriticでは29件のレビューを基に加重平均値が46/100となった。